# Свидинский, Матвей Владимирович
Матвей Владимирович Свидинский (бел. Мацвей Уладзіміравіч Свідзінскі; род. 12 мая 2004, Витебск) — белорусский футболист, защитник клуба БАТЭ.

## Карьера
Воспитанник витебской СДЮШОР-6. Первым тренером был Александр Старовойтов. Позже футболист перебрался в борисовский БАТЭ. В 2020 году футболист стал выступать за дублирующий состав клуба. В начале 2023 года был переведён в основной состав клуба. Дебютный матч сыграл 6 мая 2023 года против бобруйской «Белшины», выйдя на замену на 84 минуте. Дебютный гол за клуб забил 7 ноября 2023 года в матче Кубка Беларуси против «Островца». Под конец сезона футболист закрепился в стартовом составе борисовского клуба. По итогу сезона футболист вместе с клубом завершил чемпионат на итоговом пятом месте.
В декабре 2023 года футболист продлил контракт с борисовским клубом до конца 2025 года. В январе 2024 года футболист приступил к подготовке к новому сезону вместе с борисовским клубом. Новый сезон футболист начал 6 марта 2024 года с четвертьфинального матча Кубка Беларуси против минского «Динамо», выйдя на замену в начале второго тайма. В апреле 2024 года футболист также отправился выступать за вторую команду клуба. Дебютный матч за команду футболист сыграл 14 апреля 2024 года против «Молодечно-2018», выйдя на поле в стартовом составе.

## Международная карьера
В январе 2020 года выступал за юношескую сборную Беларуси до 16 лет. В июне 2022 года футболист получил вызов в юношескую сборную Беларуси до 19 лет. Дебютировал за сборную 11 июня 2022 года в товарищеском матче против сверстников из Узбекистана. В сентябре 2022 года вместе со сборной отправился на квалификационные матчи юношеского чемпионата Европы до 19 лет. В ноябре 2023 года футболист получил вызов в молодёжную сборную Беларуси. Дебютировал за сборную футболист 22 марта 2024 года в матче против сборной Греции.